# Zapora elektryzowana
Zapora elektryzowana – zapora inżynieryjna przeciwpiechotna, której głównym elementem jest zapora drutowa (przeważnie płot kolczasty i sieć kolczasta) przygotowana do naelektryzowania jej prądem elektrycznym o napięciu (około 1000 V).